# Martim Silveira
Martim Mércio da Silveira, ou plus simplement Martim Silveira ou encore Martim, né le 2 mars 1911 à Bagé et mort le 26 mai 1972, était un footballeur brésilien.

## Biographie
Il participa notamment aux coupes du monde de 1934 et 1938. Il jouait au poste de milieu de terrain. Sa carrière se déroula de 1929 à 1940.

## Palmarès
- Champion de l'État de Rio de Janeiro en 1930, 1932, 1934 et 1935 avec Botafogo FC ;

## Sources
- (pt) Cet article est partiellement ou en totalité issu de l’article de Wikipédia en portugais intitulé « Martim Mércio da Silveira » (voir la liste des auteurs).